# David Thompson (politiker)
David John Howard Thompson, född 25 december 1961 i London, död 23 oktober 2010 i Mapps, Saint Philip, Barbados, var Barbados sjätte premiärminister från januari 2008 fram till sin död i pankreascancer den 23 oktober 2010.